# 屈曲克達爾揚

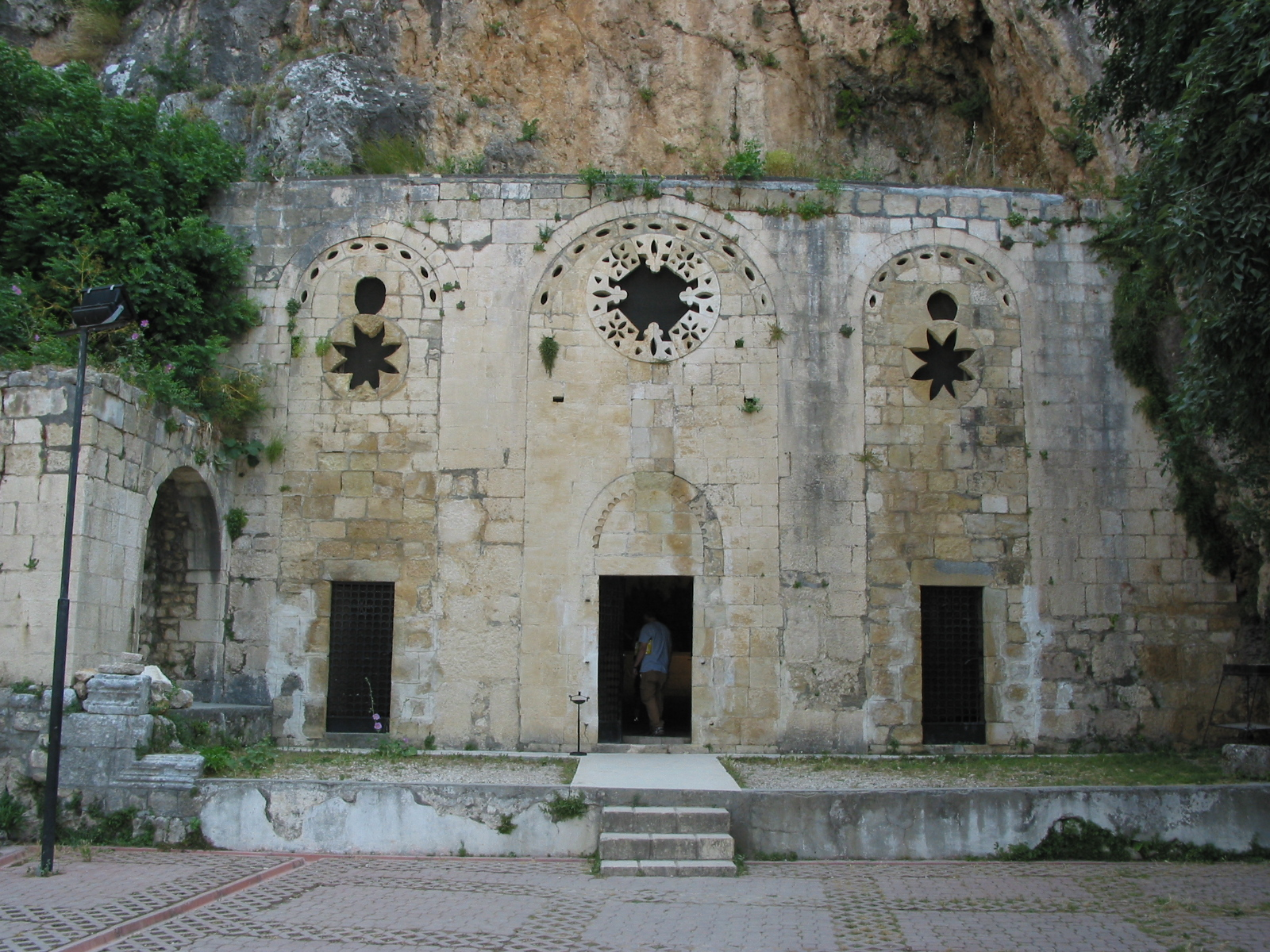

屈曲克達爾揚是土耳其的城鎮，位於該國南部，距離安塔基亞1公里，由哈塔伊省負責管轄，毗鄰與敘利亞接壤的邊境，海拔高度85米，2011年人口9,185。